# Miracolo a Milano
Miracolo a Milano is een Italiaanse dramafilm uit 1951 onder regie van Vittorio De Sica. De film is gebaseerd op de novelle Totò il buono van de Italiaanse auteur Cesare Zavattini. De Sica won voor deze film de Gouden Palm op het Filmfestival van Cannes.

## Verhaal
Een oude vrouw vindt de jonge Totò in een kool in haar tuin en voedt hem op als haar eigen zoon. Wanneer ze sterft, moet het kind naar een weeshuis. Dat verlaat hij kort na de Tweede Wereldoorlog om werk te zoeken in de stad Milaan. Hij komt echter spoedig terecht in een sloppenwijk. Als daar olie wordt gevonden, moet de sloppenwijk worden gesloopt om plaats te maken voor een olie-installatie. Met behulp van een beschermengel en de toverduif van zijn gestorven pleegmoeder trachten Totò en de andere inwoners van de sloppenwijk de sloopplannen te verijdelen. In de echte wereld is geluk evenwel onmogelijk en daarom vliegen de bewoners van de sloppenwijk uiteindelijk op bezems naar de hemel.

## Rolverdeling
| Acteur             | Personage |
| ------------------ | --------- |
| Francesco Golisano | Totò      |
| Emma Gramatica     | Lolotta   |
| Paolo Stoppa       | Rappi     |
| Guglielmo Barnabò  | Mobbi     |
| Brunella Bovo      | Edvige    |
| Anna Carena        | Marta     |
| Arturo Bragaglia   | Alfredo   |
| Erminio Spalla     | Gaetano   |